# Santadria
Santadria és partida de camps de conreu de secà del terme municipal de Conca de Dalt, dins del territori de l'antic terme d'Aramunt, al Pallars Jussà.
Està situada al nord de l'extrem de llevant de les Eres d'Aramunt, al nord de Casa Vicent i Casa Valentí i al nord-est de Serrats. És a l'esquerra del barranc dels Clops i a ponent del Camí de Sant Martí.
Consta de 7 hectàrees i mitja (7,5906) de terres de conreu de secà, tot i que en conté algunes zones de bosquina i fins i tot una petita part d'hort de regadiu.